# Pseudosmittia kraussi
Pseudosmittia kraussi är en tvåvingeart som först beskrevs av Tokunaga 1964.  Pseudosmittia kraussi ingår i släktet Pseudosmittia och familjen fjädermyggor. Inga underarter finns listade i Catalogue of Life.